# Linda Villumsen
Linda Melanie Villumsen Serup (ur. 9 kwietnia 1985 w Herning) – nowozelandzka kolarka szosowa i torowa pochodzenia duńskiego, sześciokrotna medalistka szosowych mistrzostw świata. Od 2013 roku zawodniczka zespołu Wiggle-Honda.

## Kariera
Pierwszy sukces w karierze Linda Villumsen osiągnęła w 2006 roku, kiedy zdobyła złoty medal w indywidualnej jeździe na czas podczas szosowych mistrzostw Europy U-23. Wynik ten powtórzyła rok później, a w 2008 roku wystąpiła na igrzyskach olimpijskich w Pekinie, gdzie była piąta w wyścigu ze startu wspólnego, a indywidualną jazdę na czasu ukończyła na trzynastej pozycji. Na rozgrywanych w 2009 roku mistrzostwach świata w Mendrisio zdobyła swój pierwszy medal w kategorii elite. W indywidualnej jeździe na czas zajęła trzecie miejsce, przegrywając tylko z Kristin Armstrong USA i Włoszką Noemi Cantele. W 2010 roku przyznano jej obywatelstwo Nowej Zelandii i od tej pory reprezentuje ten kraj. Jeszcze w tym samym roku wywalczyła dla nowej ojczyzny brązowy medal w swej koronnej konkurencji podczas mistrzostw świata w Geelong. W zawodach tych wyprzedziły ją jedynie Brytyjka Emma Pooley i Niemka Judith Arndt. W tej samej konkurencji była druga za Arndt rok później, na mistrzostwach świata w Kopenhadze. Blisko kolejnego medalu była na igrzyskach olimpijskich w Londynie w 2012 roku, gdzie zajęła czwarte miejsce w indywidualnej jeździe na czas. W walce o podium lepsza okazała się Rosjanka Olga Zabielinska. Na rozgrywanych w tym samym roku mistrzostwach świata w Valkenburgu zdobyła za to dwa medale: brązowy w indywidualnej jeździe na czas oraz srebrny w drużynowej (w barwach zespołu Orica-AIS). Kolejny sukces osiągnęła na mistrzostwach świata we Florencji, gdzie zdobyła srebrny medal w indywidualnej jeździe na czas. Uległa jedynie Holenderce Eleonorze van Dijk, a bezpośrednio wyprzedziła Carmen Small z USA. Ponadto Villumsen wygrywała między innymi Route de France Féminine w latach 2006 i 2013, Thüringen Rundfahrt der Frauen w 2009 roku oraz Giro del Trentino Internazionale Femminile w 2012 roku. Wielokrotnie zdobywała medale szosowych mistrzostw Danii i Nowej Zelandii, a w 2006 roku zdobyła również brązowy medal w indywidualnym wyścigu na dochodzenie podczas torowych mistrzostw Danii.